# Джапаридзе, Сергей Давидович
Сергей Давидович Джапаридзе (груз. სერგი ჯაფარიძე; 5 января 1870, Кутаисская губерния —10 октября 1937, Тбилиси) — присяжный поверенный, депутат Государственной думы I созыва от Кутаисской губернии, член Учредительного собрания Республики Грузия. Расстрелян в 1937 году, реабилитирован посмертно.

## Биография
Грузин, православный, дворянин. Учился в Кутаисской гимназии и на юридическом факультете Новороссийского университета (г. Одесса). Присяжный поверенный при Кутаисском окружном суде. Активный участник местного городского самоуправления общественных банков и ряда других организаций. Член РСДРП с января 1906 года, меньшевик. Участвовал в политических выступлениях. В январе 1906 был заключен в Кутаисскую тюрьму, в частности, за публикацию в газете «Возрождение» статьи «Ближайшие задачи», в которой звучал призыв к образованию местных революционных самоуправлений. Освобожден из тюрьмы незадолго перед выборами в Государственную Думу. С. Д. Джапаридзе также сотрудничал в ряде русских и грузинских периодических изданий, выходивших в Тифлисе.
24 мая 1906 года избран в Государственную думу I созыва от общего состава выборщиков Кутаисского губернского избирательного собрания. Входил в Социал-демократическую фракцию. Член комиссий: о гражданском равенстве, о собраниях. Выступил по законопроекту «О собраниях», по запросу о Белостокском погроме. Внес заявление против ограничения времени ораторов, выступавших по поводу Белостокского погрома.
10 июля 1906 года в г. Выборге подписал «Выборгское воззвание», входил в редакционную комиссию воззвания от фракции социал-демократов. Осужден по ст. 129, ч. 1, п. п. 51 и 3 Уголовного Уложения, приговорён к 3 месяцам тюрьмы и лишён права быть избранным.
7 февраля 1910 года участвовал в общем собрании Тифлисского общества журналистов. С 1911 года был членом Общества распространения грамотности среди грузин.
В феврале 1917 года был избран председателем Совета кавказской судебной палаты[уточнить]. В ноябре 1917 года избран членом Национального совета Грузии. Член Парламента Демократической Республики Грузия в 1918 году; Одновременно — глава правительства Демократической Республики Грузия. С февраля 1919 года он избран мэром Тбилисского городского совета. 12 марта 1919 года он был избран членом Учредительного собрания Республики Грузия по списку Социал-демократической партии Грузии. Был членом Судебной комиссии. После большевистской оккупации Грузии в 1921 году остался на родине и присоединился к движению сопротивления. 
Арестован в 1937 году по обвинению в «участии в меньшевистском контрреволюционном центре в Тбилиси». В октябре 1937 года специальная «тройка» Грузинской ССР приговорила его к смертной казни. Он был расстрелян в ночь на 10 октября 1937 года.
Реабилитирован посмертно.